# Prismognathus delislei
Prismognathus delislei là một loài bọ cánh cứng trong họ Lucanidae. Loài này được Endrodi mô tả khoa học năm 1971.